# سد بناب جدید
سد بناب جدید از نوع سدهای مخزنی می‌باشد که در استان آذربایجان شرقی و در شهر بناب جدید این استان قرار دارد.
سد در ۱۸ کیلومتری شهرستان مرند و  ۳ کیلومتری شهر بناب جدید واقع شده‌است که از طریق جاده آسفالتی بطول ۱۸ کیلومتر از شرق شهرستان مرند قابل دسترسی است.هدف از احداث سد، تنظیم و استحصال ۶ میلیون متر مکعب برای تأمین آب کشاورزی ۷۱۰ هکتار از اراضی پایاب بوده‌است.مطالعات سد توسط مهندسین مشاور تماوان در سال ۷۶ آغاز و در سال ۷۸ به پایان رسید و مطالعات شبکه پایاب نیز در سال ۸۲ شروع و در سال ۸۴ به اتمام رسید. عملیات اجرایی سد در سال ۷۷آغاز و در سال ۸۰ خاتمه و عملیات تکمیلی درسال۸۱ شروع و در سال۸۴ تکمیل شد.
متأسفانه این سد در سال ۸۹ که دریاچه آن به‌طور کامل آبگیری شده بود در اثر وجود ترک یا گسل احتمالی در کف بستر دریاچه باعث در رفت کل آب ذخیره شده گردیده و هم‌اکنون با اعتبار بیش از ۳ میلیارد تومان در حال عملیات پتوکشی با یک لایه ۶۰ سانتی رسی در کف بستر دریاچه سد یا بلانکت کف بستر هستند و دریاچه سد در حال حاضر کاملاً خالی از آب است.

## مشخصات فنی
نوع و جنس سد: خاکی با هستهٔ رسی مرکزی
- طول تاج: ۳۰۵ متر
- عرض تاج: ۸ متر
- ارتفاع از بستر: ۲۷ متر
- ارتفاع از پی: ۳۲ متر
- حجم کل مخزن: ۵٫۵ میلیون متر مکعب
- حجم مفید مخزن: ۳٫۵ میلیون متر مکعب
- حجم مرده: ۲٫۰ میلیون متر مکعب
- حجم آب تنظیمی: ۶ میلیون متر مکعب

سرریز
- نوع: آزاد
- طول: ۷۰ متر
- ظرفیت: ۷ متر مکعب بر ثانیه

سیستم آبگیر و تخلیه تحتانی
- نوع: کالورت بتنی و لوله فولادی با غلاف بتنی مجهز به شیرآلات و اتاقک شیرآلات
- ابعاد مقطع: دایره‌ای مسلح به قطر یک متر
- طول: ۱۲۰ متر
- ظرفیت: ۶٫۱ مترمکعب برثانیه (به صورت تحت فشار)

احجام عملیاتی  اصلی سد و عملیات تکمیلی
- خاکبرداری: ۲۰۰ هزار متر مکعب
- خاکریزی هسته: ۲۶۸ هزار متر مکعب
- خاکریزی پوسته: ۴۱۵ هزار متر مکعب
- خاکریزی فیلتر: ۵۷ هزار متر مکعب
- ریپ رپ: ۲۰ هزار متر مکعب
- بتن‌ریزی: ۴۲۰ متر مکعب
- آرماتوربندی: ۱۳۰ تن

کل هزینه اجرای سد
مبالغ هزینه شده از محل درآمد عمومی و مشارکت مردمی ۱۹۳۲۰ میلیون ریال می‌باشد.

## گالری تصاویر سد بناب جدید

سد بناب جدید
سد بناب جدید